# 若松孝彦
若松 孝彦（わかまつ たかひこ）は、日本の経営コンサルタント、実業家。タナベコンサルティンググループの代表取締役社長。

## 略歴
関西学院大学大学院修了。
タナベコンサルティンググループ（ＴＣＧ）のトップとして使命を追求しながら、経営コンサルタントとして大企業から中堅企業まで約1,000社の支援実績を持つ。社長就任後の2016年に東証一部（現・プライム）上場を実現する。1989年入社、2009年より専務、副社長を経て現職。

## 著書

### 単著
- 『甦る経営　あなたの会社が復活する条件』ダイヤモンド社 2004[3]
- 『戦略をつくる力』ダイヤモンド社 2008[4]
- 『100年経営　世紀を超えるマネジメント』ダイヤモンド社 2011[5]

### 共著
- 『ファーストコールカンパニー宣言』長尾吉邦共著 ダイヤモンド社 2014
- 『チームコンサルティング理論　企業変革と持続的成長のメソッド』タナベコンサルティンググループ戦略総合研究所共著 ダイヤモンド社 2022
- 『チームコンサルティングバリュー　クライアントを成功へ導く18のブランド』タナベコンサルティンググループ戦略総合研究所共著 ダイヤモンド社 2023